# Serra do Itaberaba
A serra do Itaberaba, ou serra do Gil, é uma formação montanhosa localizada no limite dos municípios de Guarulhos, Santa Isabel e Nazaré Paulista, no estado de São Paulo, no Brasil. O cume da montanha é o pico de nome homônimo, com 1422 metros de altura, sendo este o ponto culminante de Guarulhos, e, consequentemente, da Região Metropolitana de São Paulo.
Sendo protegido pelo Parque Estadual Itaberaba, a serra possui remanescentes da Mata Atlântica, sendo habitat de inúmeras espécies ameaçadas de extinção, funcionado como corredor ecológico, assim também protegendo nascentes de importantes bacias hidrográficas do estado, como a nascente do rio Jaguari, afluente do rio Paraíba do Sul. Há também a proposta da criação de um geoparque chamado "Ciclo do Ouro" na região.
A formação geológica da serra é datada da era Meso-proterozóica, com rochas de origem metavulcano-sedimentares.

## Etimologia e história humana
Segundo o dicionário tupi-guarani, o nome Itaberaba vem de itá, que significa "pedra", junto de beraba, que significa "brilhante", formando assim a palavra "pedra brilhante". O nome alternativo raramente usado, Itaberá, possui o mesmo significado.
O segundo nome da serra, "do Gil", foi influenciada pelos irmãos Antônio Gil e Sebastião Gil, que possuiam sesmaria na região da serra iniciando no ano de 1638.
No final do século XVI, era chamada de Jaguamimbaba, assim como era chamada a Serra da Mantiqueira. Em ambas houve expedições para extração de ouro por bandeirantes como Afonso Sardinha.

## Atrações
Pico da Itaberaba ou pico do Gil - é o ponto culminante da montanha, com 1422 metros de altitude, é o ponto mais alto de Guarulhos e de toda a Grande São Paulo.
Pico da Pedra Preta - com 1270 metros de altitude, é o ponto mais alto de Santa Isabel.
Lago do Franco - a 1000 metros de altura, é um pequeno lago com fauna e flora nativa da Mata Atlântica.
Sítios Arqueológicos Ribeirão das Lavras, Tomé Gonçalves e Tanque Grande - conjunto de ruínas da exploração de ouro da era colonial.